# Il tenente Ballinger
Il tenente Ballinger (M Squad) è una serie televisiva statunitense in 117 episodi trasmessi per la prima volta nel corso di tre stagioni dal 1957 al 1960. Il suo format (e la caratteristica sequenza dei crediti iniziali) avrebbe poi ispirato la serie televisiva parodistica Quelli della pallottola spuntata nel 1982. In Italia inizialmente è stata trasmessa con il titolo S.O.S. Polizia.

## Trama
Chicago. Il detective e tenente Frank Ballinger, membro della "M Squad", un'unità speciale della polizia di Chicago, assiste altre unità nel combattere il crimine organizzato, la corruzione e i crimini violenti in tutta la città. Il suo capo è il capitano Grey.

## Personaggi
- detective tenente Frank Ballinger (117 episodi, 1957-1960), interpretato da Lee Marvin.
- annunciatore (116 episodi, 1957-1960), interpretato da Ed Herlihy.
- capitano Grey (103 episodi, 1957-1960), interpretato da Paul Newlan.
- Anne Weldon (4 episodi, 1957-1959), interpretata da Gail Kobe.
- capitano Dean (4 episodi, 1957), interpretato da Morris Ankrum.
- proprietario del bar (4 episodi, 1958-1959), interpretato da Claire Carleton.

### Guest star
Tra le guest star:
- Roscoe Ates
- Joanna Barnes
- Charles Bronson
- Mike Connors
- Russ Conway
- Walter Coy
- Whitney Blake
- Paul Burke
- James Coburn
- Francis De Sales
- Angie Dickinson
- Joe Flynn
- Ron Hayes
- Ruta Lee
- DeForest Kelley
- Dayton Lummis
- Tyler McVey
- Joyce Meadows
- Sid Melton
- Ed Nelson
- Leonard Nimoy
- J. Pat O'Malley
- Burt Reynolds
- Don Rickles
- Janice Rule
- Barbara Stuart
- H. M. Wynant

## Produzione
La serie fu prodotta da Latimer Productions e Revue Studios e girata a Chicago e negli studios della Republic Studios e della Revue Studios a Los Angeles in California. Tra i registi della serie sono accreditati Don Medford (10 episodi, 1958-1959), Herman Hoffman (10 episodi, 1959-1960), Don Taylor (9 episodi, 1958-1960), David Lowell Rich (9 episodi, 1958-1959), John Brahm (8 episodi, 1957-1959), Bernard Girard (8 episodi, 1957) e Sidney Lanfield (8 episodi, 1958-1959).
Lo sponsor principale fu la Pall Mall, marca di sigarette; Lee Marvin, stella della serie, apparve nella pubblicità durante gli episodi.
Il tema musicale per la prima stagione fu composto da Stanley Wilson che vinse il Grammy Award nel 1959 per la migliore colonna sonora. Nella seconda e terza stagione, la composizione della colonna sonora fu affidata a Count Basie.

## Distribuzione
La serie fu trasmessa negli Stati Uniti dal 1957 al 1960 sulla rete televisiva NBC. È stata poi pubblicata in DVD negli Stati Uniti dalla Timeless Media Group nel 2008.
Alcune delle uscite internazionali sono state:
- negli Stati Uniti il 20 settembre 1957 (M Squad)
- in Germania Ovest il 20 aprile 1966 (Dezernat 'M)
- in Spagna (Ballinger de Chicago)
- in Italia (dapprima con il titolo S.O.S. Polizia, poi mutato ne Il tenente Ballinger)

## Episodi
| Stagione         | Episodi | Prima TV originale |
| ---------------- | ------- | ------------------ |
| Prima stagione   | 38      | 1957-1958          |
| Seconda stagione | 40      | 1958-1959          |
| Terza stagione   | 39      | 1959-1960          |